# 김태희 (2007년)
김태희(Kim Tae Hee, 2007년 3월 14일~)는 대한민국의 뮤지컬 배우이자 음악인이다. 2019년 뮤지컬 《'애니'》로 데뷔했다.

## 방송
- 누가누가 잘하나 (2019, 2021 KBS) - 으뜸상
- 2021 DIMF 뮤지컬 스타 (2021 채널A) - 대상, 인기상

## 공연
- 송년가족뮤지컬 '애니' (2019 세종문화회관)
- 사운드 오브 뮤직 (2020 세종문화회관)
- 창작가무극 향화 - 수원 (2021 경기아트센터)
- 윤동주, 달을 쏘다 (2021 예술의전당)
- 뮤지컬 미세스다웃파이어 리디아 역 (2022 샤롯데씨어터)
- 미 브로드웨이 쇼케이스(2022 뉴욕)
- 2023년 《드림하이》 - 어린 고혜미 역 (2023.5.13 ~ 2023.7.23 광림아트센터 BBCH홀)

## 수상
- DIMF 뮤지컬스타 대상 (2021 채널A 오디션)
- KBS 누가누가잘하나 으뜸상 (2019, 2021)
- 제6회 전국학생 아리인뮤지컬 경연대회 서울특별시교육감상 (2020)
- 제8회 국악동요부르기 한마당 최우수상 (2019)
- 음악영재교육원 최우수상 (2019)